# Campionato mondiale femminile di pallamano 2007
Il campionato mondiale femminile di pallamano 2007 è stato la diciottesima edizione del massimo torneo di pallamano per squadre nazionali femminili, organizzato dalla International Handball Federation (IHF). Il torneo si è disputato dal 2 al 16 dicembre 2007 in Francia in undici impianti e le finali si sono disputate a Parigi. Vi hanno preso parte ventiquattro rappresentative nazionali. Il torneo è stato vinto per la terza volta, la seconda consecutiva, dalla Russia, che in finale ha superato la Norvegia.

## Formato
Le ventiquattro nazionali partecipanti sono state suddivise in sei gironi da quattro squadre ciascuno. Le prime due classificate accedono al turno principale, nel quale le prime due dei gironi A, B e C sono inserite nel girone M I, mentre le prime due dei gironi D, E ed F sono inserite nel girone M II. Nella seconda fase ogni squadra porta il risultato ottenuto contro l'altra squadra contro cui ha giocato nel turno preliminare e affronta le altre quattro. Le prime quattro classificate dei due gironi accedono ai quarti di finale, mentre le rimanenti accedono ai play-off per i piazzamenti. Le squadre classificate al terzo e quarto posto nel turno preliminare accedono alla Coppa del Presidente: le squadre classificate al terzo posto competono per le posizioni dal tredicesimo al diciottesimo posto finale, le squadre classificate al quarto posto competono per le posizioni dal diciannovesimo al ventiquattresimo posto finale. La vincitrice del campionato mondiale viene ammessa direttamente al torneo femminile di pallamano ai Giochi della XXIX Olimpiade, mentre le successive sei migliori nazionali, che non si sono ancora qualificate attraverso i rispettivi tornei continentali, vengono ammesse al torneo preolimpico di qualificazione.

## Impianti
Il torneo viene disputato in undici sedi.
| Parigi                                               | Digione                                                                         | Metz                                                                            |
| ---------------------------------------------------- | ------------------------------------------------------------------------------- | ------------------------------------------------------------------------------- |
| Palazzo dello Sport di Parigi-Bercy Capacità: 14 000 | Palazzo dello Sport Jean-Michel-Geoffroy Capacità: 3 900                        | Palazzo dello Sport Les Arènes Capacità: 4 800                                  |
| Pau                                                  | Beauvais Digione Lione Metz Nantes Nîmes Parigi Pau Plaisir Saint-Brieuc Tolone | Beauvais Digione Lione Metz Nantes Nîmes Parigi Pau Plaisir Saint-Brieuc Tolone |
| Palazzo dello Sport Capacità: 6 500                  | Beauvais Digione Lione Metz Nantes Nîmes Parigi Pau Plaisir Saint-Brieuc Tolone | Beauvais Digione Lione Metz Nantes Nîmes Parigi Pau Plaisir Saint-Brieuc Tolone |
| Lione                                                | Beauvais Digione Lione Metz Nantes Nîmes Parigi Pau Plaisir Saint-Brieuc Tolone | Beauvais Digione Lione Metz Nantes Nîmes Parigi Pau Plaisir Saint-Brieuc Tolone |
| Palazzo dello Sport Capacità: 5 100                  | Beauvais Digione Lione Metz Nantes Nîmes Parigi Pau Plaisir Saint-Brieuc Tolone | Beauvais Digione Lione Metz Nantes Nîmes Parigi Pau Plaisir Saint-Brieuc Tolone |
| Nantes                                               | Beauvais Digione Lione Metz Nantes Nîmes Parigi Pau Plaisir Saint-Brieuc Tolone | Beauvais Digione Lione Metz Nantes Nîmes Parigi Pau Plaisir Saint-Brieuc Tolone |
| Palazzo dello Sport di Beaulieu Capacità: 4 460      | Beauvais Digione Lione Metz Nantes Nîmes Parigi Pau Plaisir Saint-Brieuc Tolone | Beauvais Digione Lione Metz Nantes Nîmes Parigi Pau Plaisir Saint-Brieuc Tolone |
| Tolone                                               | Beauvais Digione Lione Metz Nantes Nîmes Parigi Pau Plaisir Saint-Brieuc Tolone | Beauvais Digione Lione Metz Nantes Nîmes Parigi Pau Plaisir Saint-Brieuc Tolone |
| Palazzo dello Sport Jauréguiberry Capacità: 4 300    | Beauvais Digione Lione Metz Nantes Nîmes Parigi Pau Plaisir Saint-Brieuc Tolone | Beauvais Digione Lione Metz Nantes Nîmes Parigi Pau Plaisir Saint-Brieuc Tolone |
| Nîmes                                                | Beauvais Digione Lione Metz Nantes Nîmes Parigi Pau Plaisir Saint-Brieuc Tolone | Beauvais Digione Lione Metz Nantes Nîmes Parigi Pau Plaisir Saint-Brieuc Tolone |
| Le Parnasse Capacità: 4 000                          | Beauvais Digione Lione Metz Nantes Nîmes Parigi Pau Plaisir Saint-Brieuc Tolone | Beauvais Digione Lione Metz Nantes Nîmes Parigi Pau Plaisir Saint-Brieuc Tolone |
| Saint-Brieuc                                         | Beauvais                                                                        | Plaisir                                                                         |
| Steredenn Capacità: 2 400                            | Elispace Capacità: 2 800                                                        | Palazzo dello Sport Pierre de Coubertin Capacità: 1 260                         |

## Nazionali partecipanti
| Modalità                         | Posti | Qualificate                                              |
| -------------------------------- | ----- | -------------------------------------------------------- |
| Nazionale del Paese ospitante    | 1     | Francia                                                  |
| Campionato mondiale 2005         | 1     | Russia                                                   |
| Campionato europeo 2006          | 3     | Norvegia Germania Ungheria                               |
| Torneo di qualificazione europeo | 7     | Croazia Spagna Romania Polonia Austria Macedonia Ucraina |
| Campionato asiatico 2006         | 4     | Corea del Sud Cina Giappone Kazakistan                   |
| Campionato africano 2006         | 3     | Angola Tunisia Rep. del Congo                            |
| Campionato panamericano 2007     | 4     | Brasile Argentina Rep. Dominicana Paraguay               |
| Campionato oceaniano 2007        | 1     | Australia                                                |

## Turno preliminare

### Girone A

#### Classifica
| Pos. | Squadra    | Pt | G | V | N | P | GF | GS | DR  |
| ---- | ---------- | -- | - | - | - | - | -- | -- | --- |
| 1.   | Francia    | 6  | 3 | 3 | 0 | 0 | 96 | 58 | +38 |
| 2.   | Croazia    | 4  | 3 | 2 | 0 | 1 | 96 | 71 | +25 |
| 3.   | Kazakistan | 2  | 3 | 1 | 0 | 2 | 71 | 86 | -15 |
| 4.   | Argentina  | 0  | 3 | 0 | 0 | 3 | 52 | 98 | -46 |

#### Risultati
| Pau 2 dicembre 2007, ore 17:00 | Croazia | 35 – 25 (16-12) referto | Kazakistan | Palazzo dello Sport |

| Pau 2 dicembre 2007, ore 19:00 | Francia | 37 – 12 (18-8) referto | Argentina | Palazzo dello Sport |

| Pau 3 dicembre 2007, ore 18:30 | Argentina | 18 – 35 (7-16) referto | Croazia | Palazzo dello Sport |

| Pau 3 dicembre 2007, ore 20:30 | Kazakistan | 20 – 31 (12-17) referto | Francia | Palazzo dello Sport |

| Pau 4 dicembre 2007, ore 18:30 | Argentina | 22 – 26 (12-14) referto | Kazakistan | Palazzo dello Sport |

| Pau 4 dicembre 2007, ore 20:30 | Francia | 28 – 26 (14-11) referto | Croazia | Palazzo dello Sport |

### Girone B

#### Classifica
| Pos. | Squadra   | Pt | G | V | N | P | GF | GS  | DR  |
| ---- | --------- | -- | - | - | - | - | -- | --- | --- |
| 1.   | Russia    | 5  | 3 | 2 | 1 | 0 | 98 | 60  | +38 |
| 2.   | Macedonia | 4  | 3 | 2 | 0 | 1 | 78 | 62  | +16 |
| 3.   | Brasile   | 3  | 3 | 1 | 1 | 1 | 89 | 66  | +23 |
| 4.   | Australia | 0  | 3 | 0 | 0 | 3 | 29 | 106 | -77 |

#### Risultati
| Saint-Brieuc 2 dicembre 2007, ore 15:00 | Brasile | 36 – 9 (21-6) referto | Australia | Steredenn |

| Saint-Brieuc 2 dicembre 2007, ore 17:00 | Russia | 27 – 22 (12-14) referto | Macedonia | Steredenn |

| Saint-Brieuc 3 dicembre 2007, ore 18:30 | Australia | 7 – 40 (4-22) referto | Russia | Steredenn |

| Saint-Brieuc 3 dicembre 2007, ore 20:30 | Macedonia | 26 – 22 (10-11) referto | Brasile | Steredenn |

| Saint-Brieuc 4 dicembre 2007, ore 18:30 | Macedonia | 30 – 13 (12-9) referto | Australia | Steredenn |

| Saint-Brieuc 4 dicembre 2007, ore 20:30 | Russia | 31 – 31 (13-16) referto | Brasile | Steredenn |

### Girone C

#### Classifica
| Pos. | Squadra         | Pt | G | V | N | P | GF  | GS  | DR  |
| ---- | --------------- | -- | - | - | - | - | --- | --- | --- |
| 1.   | Norvegia        | 6  | 3 | 3 | 0 | 0 | 107 | 65  | +42 |
| 2.   | Angola          | 4  | 3 | 2 | 0 | 1 | 100 | 74  | +26 |
| 3.   | Austria         | 2  | 3 | 1 | 0 | 2 | 74  | 85  | -11 |
| 4.   | Rep. Dominicana | 0  | 3 | 0 | 0 | 3 | 58  | 115 | -53 |

#### Risultati
| Lione 2 dicembre 2007, ore 14:30 | Austria | 32 – 19 (18-9) referto | Rep. Dominicana | Palazzo dello Sport |

| Lione 2 dicembre 2007, ore 16:30 | Norvegia | 32 – 26 (18-14) referto | Angola | Palazzo dello Sport |

| Lione 3 dicembre 2007, ore 19:15 | Rep. Dominicana | 19 – 42 (9-18) referto | Norvegia | Palazzo dello Sport |

| Lione 3 dicembre 2007, ore 21:15 | Angola | 33 – 22 (16-11) referto | Austria | Palazzo dello Sport |

| Lione 4 dicembre 2007, ore 19:15 | Norvegia | 33 – 20 (19-13) referto | Austria | Palazzo dello Sport |

| Lione 4 dicembre 2007, ore 21:15 | Angola | 41 – 20 (20-10) referto | Rep. Dominicana | Palazzo dello Sport |

### Girone D

#### Classifica
| Pos. | Squadra | Pt | G | V | N | P | GF  | GS | DR  |
| ---- | ------- | -- | - | - | - | - | --- | -- | --- |
| 1.   | Romania | 6  | 3 | 3 | 0 | 0 | 108 | 83 | +25 |
| 2.   | Polonia | 4  | 3 | 2 | 0 | 1 | 89  | 81 | +8  |
| 3.   | Tunisia | 2  | 3 | 1 | 0 | 2 | 74  | 95 | -21 |
| 4.   | Cina    | 0  | 3 | 0 | 0 | 3 | 76  | 88 | -12 |

#### Risultati
| Tolone 2 dicembre 2007, ore 15:00 | Polonia | 29 – 23 (16-11) referto | Tunisia | Palazzo dello Sport Jauréguiberry |

| Tolone 2 dicembre 2007, ore 17:00 | Romania | 31 – 29 (15-16) referto | Cina | Palazzo dello Sport Jauréguiberry |

| Tolone 3 dicembre 2007, ore 18:30 | Tunisia | 21 – 39 (11-17) referto | Romania | Palazzo dello Sport Jauréguiberry |

| Tolone 3 dicembre 2007, ore 20:30 | Cina | 20 – 27 (10-15) referto | Polonia | Palazzo dello Sport Jauréguiberry |

| Tolone 4 dicembre 2007, ore 18:30 | Cina | 27 – 30 (14-14) referto | Tunisia | Palazzo dello Sport Jauréguiberry |

| Tolone 4 dicembre 2007, ore 20:30 | Romania | 38 – 33 (18-20) referto | Polonia | Palazzo dello Sport Jauréguiberry |

### Girone E

#### Classifica
| Pos. | Squadra        | Pt | G | V | N | P | GF | GS  | DR  |
| ---- | -------------- | -- | - | - | - | - | -- | --- | --- |
| 1.   | Ungheria       | 5  | 3 | 2 | 1 | 0 | 94 | 77  | +17 |
| 2.   | Spagna         | 5  | 3 | 2 | 1 | 0 | 91 | 79  | +12 |
| 3.   | Rep. del Congo | 2  | 3 | 1 | 0 | 2 | 76 | 90  | -14 |
| 4.   | Giappone       | 0  | 3 | 0 | 0 | 3 | 88 | 103 | -15 |

#### Risultati
| Nîmes 2 dicembre 2007, ore 16:00 | Spagna | 29 – 24 (13-12) referto | Rep. del Congo | Le Parnasse |

| Nîmes 2 dicembre 2007, ore 18:00 | Ungheria | 35 – 31 (19-16) referto | Giappone | Le Parnasse |

| Nîmes 3 dicembre 2007, ore 18:30 | Rep. del Congo | 20 – 33 (9-18) referto | Ungheria | Le Parnasse |

| Nîmes 3 dicembre 2007, ore 20:30 | Giappone | 29 – 36 (17-15) referto | Spagna | Le Parnasse |

| Nîmes 4 dicembre 2007, ore 18:30 | Giappone | 28 – 32 (13-15) referto | Rep. del Congo | Le Parnasse |

| Nîmes 4 dicembre 2007, ore 20:30 | Ungheria | 26 – 26 (13-14) referto | Spagna | Le Parnasse |

### Girone F

#### Classifica
| Pos. | Squadra       | Pt | G | V | N | P | GF  | GS  | DR  |
| ---- | ------------- | -- | - | - | - | - | --- | --- | --- |
| 1.   | Germania      | 6  | 3 | 3 | 0 | 0 | 103 | 59  | +44 |
| 2.   | Corea del Sud | 4  | 3 | 2 | 0 | 1 | 102 | 69  | +33 |
| 3.   | Ucraina       | 2  | 3 | 1 | 0 | 2 | 89  | 69  | +20 |
| 4.   | Paraguay      | 0  | 3 | 0 | 0 | 3 | 41  | 138 | -97 |

#### Risultati
| Nantes 2 dicembre 2007, ore 16:00 | Germania | 26 – 21 (17-12) referto | Ucraina | Palazzo dello Sport di Beaulieu |

| Nantes 2 dicembre 2007, ore 18:00 | Corea del Sud | 50 – 12 (25-6) referto | Paraguay | Palazzo dello Sport di Beaulieu |

| Nantes 3 dicembre 2007, ore 18:30 | Paraguay | 12 – 45 (6-25) referto | Germania | Palazzo dello Sport di Beaulieu |

| Nantes 3 dicembre 2007, ore 20:30 | Ucraina | 25 – 26 (13-15) referto | Corea del Sud | Palazzo dello Sport di Beaulieu |

| Nantes 4 dicembre 2007, ore 18:30 | Germania | 32 – 26 (14-12) referto | Corea del Sud | Palazzo dello Sport di Beaulieu |

| Nantes 4 dicembre 2007, ore 20:30 | Ucraina | 43 – 17 (19-6) referto | Paraguay | Palazzo dello Sport di Beaulieu |

## Coppa del Presidente

### Girone I

#### Classifica
| Pos. | Squadra    | Pt | G | V | N | P | GF | GS | DR  |
| ---- | ---------- | -- | - | - | - | - | -- | -- | --- |
| 1.   | Brasile    | 4  | 2 | 2 | 0 | 0 | 74 | 38 | +36 |
| 2.   | Austria    | 2  | 2 | 1 | 0 | 1 | 44 | 56 | -12 |
| 3.   | Kazakistan | 0  | 2 | 0 | 0 | 2 | 39 | 61 | -22 |

#### Risultati
| Beauvais 6 dicembre 2007, ore 18:30 | Kazakistan | 19 – 36 (9-19) referto | Brasile | Elispace |

| Beauvais 7 dicembre 2007, ore 18:30 | Kazakistan | 20 – 25 (10-13) referto | Austria | Elispace |

| Beauvais 8 dicembre 2007, ore 14:30 | Brasile | 38 – 19 (19-10) referto | Austria | Elispace |

### Girone II

#### Classifica
| Pos. | Squadra        | Pt | G | V | N | P | GF | GS | DR  |
| ---- | -------------- | -- | - | - | - | - | -- | -- | --- |
| 1.   | Ucraina        | 4  | 2 | 2 | 0 | 0 | 62 | 54 | +8  |
| 2.   | Tunisia        | 2  | 2 | 1 | 0 | 1 | 50 | 47 | +3  |
| 3.   | Rep. del Congo | 0  | 2 | 0 | 0 | 2 | 44 | 55 | -11 |

#### Risultati
| Beauvais 6 dicembre 2007, ore 20:30 | Tunisia | 24 – 16 (10-6) referto | Rep. del Congo | Elispace |

| Beauvais 7 dicembre 2007, ore 20:30 | Tunisia | 26 – 31 (12-17) referto | Ucraina | Elispace |

| Beauvais 8 dicembre 2007, ore 16:30 | Rep. del Congo | 28 – 31 (14-14) referto | Ucraina | Elispace |

### Girone III

#### Classifica
| Pos. | Squadra         | Pt | G | V | N | P | GF | GS | DR  |
| ---- | --------------- | -- | - | - | - | - | -- | -- | --- |
| 1.   | Argentina       | 4  | 2 | 2 | 0 | 0 | 52 | 29 | +23 |
| 2.   | Rep. Dominicana | 2  | 2 | 1 | 0 | 1 | 46 | 35 | +11 |
| 3.   | Australia       | 0  | 2 | 0 | 0 | 2 | 23 | 57 | -34 |

#### Risultati
| Plaisir 6 dicembre 2007, ore 18:30 | Argentina | 31 – 9 (15-8) referto | Australia | Palazzo dello Sport Pierre de Coubertin |

| Plaisir 7 dicembre 2007, ore 18:30 | Argentina | 21 – 20 (11-13) referto | Rep. Dominicana | Palazzo dello Sport Pierre de Coubertin |

| Plaisir 8 dicembre 2007, ore 14:30 | Australia | 14 – 26 (7-12) referto | Rep. Dominicana | Palazzo dello Sport Pierre de Coubertin |

### Girone IV

#### Classifica
| Pos. | Squadra  | Pt | G | V | N | P | GF | GS | DR  |
| ---- | -------- | -- | - | - | - | - | -- | -- | --- |
| 1.   | Giappone | 4  | 2 | 2 | 0 | 0 | 66 | 30 | +33 |
| 2.   | Cina     | 2  | 2 | 1 | 0 | 1 | 45 | 44 | +1  |
| 3.   | Paraguay | 0  | 2 | 0 | 0 | 2 | 22 | 59 | -37 |

#### Risultati
| Plaisir 6 dicembre 2007, ore 20:30 | Cina | 22 – 30 (13-14) referto | Giappone | Palazzo dello Sport Pierre de Coubertin |

| Plaisir 7 dicembre 2007, ore 20:30 | Cina | 23 – 14 (13-6) referto | Paraguay | Palazzo dello Sport Pierre de Coubertin |

| Plaisir 8 dicembre 2007, ore 16:30 | Giappone | 36 – 8 (23-4) referto | Paraguay | Palazzo dello Sport Pierre de Coubertin |

### Finali per i piazzamenti 13º-24º posto

#### Finale 23º posto
| Plaisir 9 dicembre 2007, ore 12:00 | Australia | 14 – 16 (8-9) referto | Paraguay | Palazzo dello Sport Pierre de Coubertin |

#### Finale 21º posto
| Plaisir 9 dicembre 2007, ore 14:30 | Rep. Dominicana | 16 – 35 (11-17) referto | Cina | Palazzo dello Sport Pierre de Coubertin |

#### Finale 19º posto
| Plaisir 9 dicembre 2007, ore 17:00 | Argentina | 20 – 31 (10-19) referto | Giappone | Palazzo dello Sport Pierre de Coubertin |

#### Finale 17º posto
| Beauvais 9 dicembre 2007, ore 12:00 | Kazakistan | 26 – 27 (11-10) referto | Rep. del Congo | Elispace |

#### Finale 15º posto
| Beauvais 9 dicembre 2007, ore 14:30 | Austria | 23 – 30 (10-15) referto | Tunisia | Elispace |

#### Finale 13º posto
| Beauvais 9 dicembre 2007, ore 17:00 | Brasile | 21 – 24 (8-11) referto | Ucraina | Elispace |

## Turno principale

### Girone M I

#### Classifica
| Pos. | Squadra   | Pt | G | V | N | P | GF  | GS  | DR  |
| ---- | --------- | -- | - | - | - | - | --- | --- | --- |
| 1.   | Norvegia  | 8  | 5 | 4 | 0 | 1 | 147 | 124 | +23 |
| 2.   | Russia    | 8  | 5 | 4 | 0 | 1 | 149 | 116 | +33 |
| 3.   | Angola    | 6  | 5 | 3 | 0 | 2 | 149 | 152 | -3  |
| 4.   | Francia   | 6  | 5 | 3 | 0 | 2 | 130 | 133 | -3  |
| 5.   | Croazia   | 1  | 5 | 0 | 1 | 4 | 137 | 159 | -18 |
| 6.   | Macedonia | 1  | 5 | 0 | 1 | 4 | 121 | 152 | -31 |

#### Risultati
| Metz 6 dicembre 2007, ore 15:00 | Croazia | 25 – 30 (10-16) referto | Russia | Palazzo dello Sport Les Arènes |

| Metz 6 dicembre 2007, ore 19:00 | Francia | 27 – 29 (16-11) referto | Angola | Palazzo dello Sport Les Arènes |

| Metz 6 dicembre 2007, ore 21:20 | Macedonia | 22 – 34 (9-16) referto | Norvegia | Palazzo dello Sport Les Arènes |

| Metz 8 dicembre 2007, ore 15:00 | Macedonia | 23 – 29 (11-12) referto | Francia | Palazzo dello Sport Les Arènes |

| Metz 8 dicembre 2007, ore 17:00 | Croazia | 28 – 34 (16-16) referto | Angola | Palazzo dello Sport Les Arènes |

| Metz 8 dicembre 2007, ore 19:15 | Norvegia | 22 – 21 (7-9) referto | Russia | Palazzo dello Sport Les Arènes |

| Metz 9 dicembre 2007, ore 14:30 | Macedonia | 25 – 33 (14-17) referto | Angola | Palazzo dello Sport Les Arènes |

| Metz 9 dicembre 2007, ore 16:30 | Norvegia | 35 – 29 (15-14) referto | Croazia | Palazzo dello Sport Les Arènes |

| Metz 9 dicembre 2007, ore 19:00 | Russia | 31 – 20 (15-9) referto | Francia | Palazzo dello Sport Les Arènes |

| Metz 10 dicembre 2007, ore 16:30 | Angola | 27 – 40 (11-21) referto | Russia | Palazzo dello Sport Les Arènes |

| Metz 10 dicembre 2007, ore 19:15 | Francia | 26 – 24 (11-10) referto | Norvegia | Palazzo dello Sport Les Arènes |

| Metz 10 dicembre 2007, ore 21:15 | Macedonia | 29 – 29 (13-15) referto | Croazia | Palazzo dello Sport Les Arènes |

### Girone M II

#### Classifica
| Pos. | Squadra       | Pt | G | V | N | P | GF  | GS  | DR  |
| ---- | ------------- | -- | - | - | - | - | --- | --- | --- |
| 1.   | Romania       | 8  | 5 | 4 | 0 | 1 | 164 | 138 | +26 |
| 2.   | Germania      | 7  | 5 | 3 | 1 | 1 | 151 | 145 | +6  |
| 3.   | Ungheria      | 6  | 5 | 2 | 2 | 1 | 145 | 144 | +1  |
| 4.   | Corea del Sud | 4  | 5 | 2 | 0 | 3 | 147 | 150 | -3  |
| 5.   | Spagna        | 3  | 5 | 1 | 1 | 3 | 127 | 144 | -17 |
| 6.   | Polonia       | 2  | 5 | 1 | 0 | 4 | 154 | 167 | -13 |

#### Risultati
| Digione 6 dicembre 2007, ore 14:30 | Romania | 31 – 27 (14-15) referto | Corea del Sud | Palazzo dello Sport Jean-Michel-Geoffroy |

| Digione 6 dicembre 2007, ore 18:30 | Spagna | 25 – 30 (8-14) referto | Germania | Palazzo dello Sport Jean-Michel-Geoffroy |

| Digione 6 dicembre 2007, ore 20:30 | Polonia | 26 – 28 (13-11) referto | Ungheria | Palazzo dello Sport Jean-Michel-Geoffroy |

| Digione 8 dicembre 2007, ore 14:30 | Germania | 30 – 30 (14-17) referto | Ungheria | Palazzo dello Sport Jean-Michel-Geoffroy |

| Digione 8 dicembre 2007, ore 16:30 | Polonia | 33 – 37 (19-20) referto | Corea del Sud | Palazzo dello Sport Jean-Michel-Geoffroy |

| Digione 8 dicembre 2007, ore 18:30 | Spagna | 19 – 32 (6-19) referto | Romania | Palazzo dello Sport Jean-Michel-Geoffroy |

| Digione 9 dicembre 2007, ore 14:30 | Spagna | 28 – 26 (13-12) referto | Corea del Sud | Palazzo dello Sport Jean-Michel-Geoffroy |

| Digione 9 dicembre 2007, ore 16:30 | Ungheria | 34 – 31 (14-16) referto | Romania | Palazzo dello Sport Jean-Michel-Geoffroy |

| Digione 9 dicembre 2007, ore 18:30 | Germania | 35 – 32 (22-12) referto | Polonia | Palazzo dello Sport Jean-Michel-Geoffroy |

| Digione 10 dicembre 2007, ore 16:30 | Corea del Sud | 31 – 26 (12-9) referto | Ungheria | Palazzo dello Sport Jean-Michel-Geoffroy |

| Digione 10 dicembre 2007, ore 18:30 | Romania | 32 – 24 (16-12) referto | Germania | Palazzo dello Sport Jean-Michel-Geoffroy |

| Digione 10 dicembre 2007, ore 20:30 | Spagna | 29 – 30 (14-15) referto | Polonia | Palazzo dello Sport Jean-Michel-Geoffroy |

## Fase finale

### Tabellone
|  | Quarti di finale | Quarti di finale |                  |         | Semifinali                | Semifinali                |  |  | Finale           | Finale |
|  |                  |                  |                  |         |                           |                           |  |  |                  |        |
|  | 13 dicembre 2007 |                  |                  |         |                           |                           |  |  |                  |        |
|  |                  |                  |                  |         |                           |                           |  |  |                  |        |
|  | Norvegia         | 35               |                  |         |                           |                           |  |  |                  |        |
|  | Norvegia         | 35               | 15 dicembre 2007 |         |                           |                           |  |  |                  |        |
|  | Corea del Sud    | 24               |                  |         |                           |                           |  |  |                  |        |
|  | Corea del Sud    | 24               | Norvegia         | 33      |                           |                           |  |  |                  |        |
|  | 13 dicembre 2007 |                  | Norvegia         | 33      |                           |                           |  |  |                  |        |
|  |                  | Germania         | 30               |         |                           |                           |  |  |                  |        |
|  | Germania         | Germania         | 30               | 36      |                           |                           |  |  |                  |        |
|  | Germania         |                  | 16 dicembre 2007 | 36      |                           |                           |  |  |                  |        |
|  | Angola           | 33               |                  |         |                           |                           |  |  |                  |        |
|  | Angola           | 33               | Norvegia         | 24      |                           |                           |  |  |                  |        |
|  | 13 dicembre 2007 |                  | Norvegia         | 24      |                           |                           |  |  |                  |        |
|  |                  | Russia           | 29               |         |                           |                           |  |  |                  |        |
|  | Ungheria         | Russia           | 29               | 35      |                           |                           |  |  |                  |        |
|  | Ungheria         | 15 dicembre 2007 |                  | 35      |                           |                           |  |  |                  |        |
|  | Russia           | 36               |                  |         |                           |                           |  |  |                  |        |
|  | Russia           | 36               | Russia           | 30      | Finale per il terzo posto | Finale per il terzo posto |  |  |                  |        |
|  | 13 dicembre 2007 |                  | Russia           | 30      | Finale per il terzo posto | Finale per il terzo posto |  |  |                  |        |
|  |                  | Romania          | 20               |         |                           |                           |  |  |                  |        |
|  | Francia          | Romania          | 20               | 31      | Germania                  | 36                        |  |  |                  |        |
|  | Francia          |                  |                  | 31      | Germania                  | 36                        |  |  |                  |        |
|  | Romania          | 34               |                  | Romania | 35                        |                           |  |  |                  |        |
|  | Romania          | 34               |                  |         | 35                        |                           |  |  |                  |        |
|  |                  |                  |                  |         |                           |                           |  |  | 16 dicembre 2007 |        |
|  |                  |                  |                  |         |                           |                           |  |  |                  |        |

### Quarti di finale
| Parigi 13 dicembre 2007, ore 13:00 | Angola | 33 – 36 (14-18) referto | Germania | Palazzo dello Sport di Parigi-Bercy |

| Parigi 13 dicembre 2007, ore 15:30 | Ungheria | 35 – 36 (22-20) referto | Russia | Palazzo dello Sport di Parigi-Bercy |

| Parigi 13 dicembre 2007, ore 18:00 | Norvegia | 35 – 24 (16-12) referto | Corea del Sud | Palazzo dello Sport di Parigi-Bercy |

| Parigi 13 dicembre 2007, ore 20:30 | Romania | 34 – 31 (d.t.s.) (8-14; 24-24; 27-27) referto | Francia | Palazzo dello Sport di Parigi-Bercy |

### Play-off 5º-8º posto
| Parigi 15 dicembre 2007, ore 10:00 | Corea del Sud | 41 – 33 (23-12) referto | Angola | Palazzo dello Sport di Parigi-Bercy |

| Parigi 15 dicembre 2007, ore 12:30 | Francia | 32 – 27 (16-15) referto | Ungheria | Palazzo dello Sport di Parigi-Bercy |

### Semifinali
| Parigi 15 dicembre 2007, ore 15:00 | Romania | 20 – 30 (8-17) referto | Russia | Palazzo dello Sport di Parigi-Bercy |

| Parigi 15 dicembre 2007, ore 17:30 | Norvegia | 33 – 30 (19-16) referto | Germania | Palazzo dello Sport di Parigi-Bercy |

### Finale 11º posto
| Parigi 14 dicembre 2007, ore 18:15 | Macedonia | 31 – 33 (17-14) referto | Polonia | Palazzo dello Sport di Parigi-Bercy |

### Finale 9º posto
| Parigi 14 dicembre 2007, ore 20:45 | Croazia | 30 – 25 (18-9) referto | Spagna | Palazzo dello Sport di Parigi-Bercy |

### Finale 7º posto
| Parigi 16 dicembre 2007, ore 09:00 | Angola | 37 – 36 (17-20) referto | Ungheria | Palazzo dello Sport di Parigi-Bercy |

### Finale 5º posto
| Parigi 16 dicembre 2007, ore 11:30 | Corea del Sud | 25 – 26 (13-12) referto | Francia | Palazzo dello Sport di Parigi-Bercy |

### Finale 3º posto
| Parigi 16 dicembre 2007, ore 14:00 | Germania | 36 – 35 (d.t.s.) (11-18; 32-32) referto | Romania | Palazzo dello Sport di Parigi-Bercy |

### Finale
| Parigi 16 dicembre 2007, ore 16:30 | Norvegia | 24 – 29 (12-16) referto | Russia | Palazzo dello Sport di Parigi-Bercy |

## Classifica finale
| Pos.    | Nazione         |
| ------- | --------------- |
| Oro     | Russia          |
| Argento | Norvegia        |
| Bronzo  | Germania        |
| 4       | Romania         |
| 5       | Francia         |
| 6       | Corea del Sud   |
| 7       | Angola          |
| 8       | Ungheria        |
| 9       | Croazia         |
| 10      | Spagna          |
| 11      | Polonia         |
| 12      | Macedonia       |
| 13      | Ucraina         |
| 14      | Brasile         |
| 15      | Tunisia         |
| 16      | Austria         |
| 17      | Rep. del Congo  |
| 18      | Kazakistan      |
| 19      | Giappone        |
| 20      | Argentina       |
| 21      | Cina            |
| 22      | Rep. Dominicana |
| 23      | Paraguay        |
| 24      | Australia       |

|  | Qualificata ai Giochi della XXIX Olimpiade          |
|  | Qualificata al torneo preolimpico di qualificazione |

## Statistiche

### Classifica marcatrici
Fonte:.
| Pos. | Nome                 | Nazionale     | Reti | Tiri |
| ---- | -------------------- | ------------- | ---- | ---- |
| 1    | Grit Jurack          | Germania      | 85   | 137  |
| 2    | Anita Görbicz        | Ungheria      | 80   | 136  |
| 3    | Marcelina Kiala      | Angola        | 72   | 162  |
| 4    | Ramona Petruta Maier | Romania       | 60   | 94   |
| 5    | Sophie Herbrecht     | Francia       | 59   | 119  |
| 6    | Woo Sun-hee          | Corea del Sud | 57   | 87   |
| 6    | Nair Almeida         | Angola        | 57   | 108  |
| 6    | Tímea Tóth           | Ungheria      | 57   | 112  |
| 9    | Ilda Bengue          | Angola        | 56   | 93   |
| 10   | Marta Mangué         | Spagna        | 55   | 92   |

## Premi individuali
Migliori giocatrici del torneo.
| Ruolo              | Giocatrice          |
| ------------------ | ------------------- |
| Miglior giocatrice | Katja Nyberg        |
| Portiere           | Valérie Nicolas     |
| Ala sinistra       | Polina Vjachireva   |
| Terzino sinistro   | Gro Hammerseng      |
| Centrale           | Anita Görbicz       |
| Terzino destro     | Ionela Stanca-Gâlcă |
| Ala destra         | Grit Jurack         |
| Pivot              | Jana Uskova         |